# 土方悠
土方 悠（ひじかた ゆう、9月12日生）は、日本の漫画家。愛媛県出身。ゲームの関連作品が多いが、オリジナルも発表している。

## 作品リスト

### 漫画
- 卓球とハードロックと僕（1996年、きみとぼく連載、全1巻）
- 三国物語（1997年 - 2000年、きみとぼく連載、全4巻）
- ヴァルキリープロファイル（2000年 - 2001年、月刊少年ガンガン連載、全2巻）
- GENERATION OF CHAOS NEXT 〜祈りぞ星に降り注ぐ〜（2002年、月刊ステンシル連載、全1巻）
- VANPIT（2004年 - 2005年、月刊Gファンタジー連載、全2巻）
- 幻想水滸伝 -受け継がれし紋章-（2009年、週刊コナミ連載、全2巻）
- 幻想水滸伝II -引き裂かれし運命-（2010年、週刊コナミ連載、既刊1巻）
- 週刊マンガ日本史 第44号 平塚らいてう（2010年、朝日新聞出版）
- 戦国戯画〜戦国武将4コマ&ショートコミックアンソロジー〜（2010年、ノーラコミックス）
- ワールド・カスタマイズ・クリエーター（2013年 - 2021年、アルファポリス、全8巻）
- 間違い召喚! 追い出されたけど上位互換スキルでらくらく生活（2021年 - 連載中、アルファポリス、既刊4巻）

### イラストレーション
小説挿絵
- ヴァルキリープロファイル（上）ミッドガルド擾 ISBN 9784757502536
- ヴァルキリープロファイル（下）アスガルド諍乱 ISBN 9784757502543

カードゲームイラスト
- アルテイル
- ディメンション・ゼロ